# Хедайя Малак
Хедайя Малак Вахба (араб. هداية ملاك وهبة, нар. 21 квітня 1993) — єгипетська тхеквондистка, бронзова призерка Олімпійських ігор 2016 та 2020 року.

## Виступи на Олімпіадах
| Олімпіада           | Дисципліна | Місце |
| ------------------- | ---------- | ----- |
| Лондон 2012         | до 57 кг   | 9     |
| Ріо-де-Жанейро 2016 | до 57 кг   | 3     |
| Токіо 2020          | до 67 кг   | 3     |

## Зовнішні посилання
- Хедайя Малак Вахба — олімпійська статистика на сайті Sports-Reference.com (англ.) (архівна версія)

1. ↑  http://www.sports-reference.com/olympics/athletes/ma/hedaya-malak-1.html